# Ceaikovske, Simferopol
Ceaikovske (în ucraineană Чайковське) este un sat în comuna Dobre din raionul Simferopol, Republica Autonomă Crimeea, Ucraina.

## Demografie
Componența lingvistică a localității Ceaikovske
     Rusă (93,52%)
     Ucraineană (4,63%)
Conform recensământului din 2001, majoritatea populației localității Ceaikovske era vorbitoare de rusă (93,52%), existând în minoritate și vorbitori de ucraineană (4,63%).